# جوزدان (اصفهان)
جوزدان روستایی در دهستان براآن شمالی بخش مرکزی شهرستان اصفهان استان اصفهان ایران است.

## جمعیت
بر پایه سرشماری عمومی نفوس و مسکن در سال ۱۴۰۱ جمعیت این روستا ۱۰۵۰ نفر (۳۲۰خانوار) بوده‌است. این روستادر ۵ کیلومتری شهر اصفهان قرار دارد 
1. ↑  «نتایج سرشماری ایران در سال ۱۳۹۵». درگاه ملی آمار. بایگانی‌شده از اصلی (اکسل) در ۲۰ شهریور ۱۴۰۲.

- دانشنامه جهان اسلام